# Voetbalkampioenschap van Sleeswijk-Holstein 1927/28
In 1927/28 werd het zesde voetbalkampioenschap van Sleeswijk-Holstein gespeeld, dat georganiseerd werd door de Noord-Duitse voetbalbond. 
De competitie werd  geherstructureerd. De top drie van elke groep ging na de heenronde naar de finaleronde, terwijl de overige teams een eigen competitie speelden om ook competititef te blijven. Kieler FV 1923 voegde zich na de heenronde bij FVgg 02 Kilia Kiel.
In de finale groep werd Holstein kampioen en Union-Teutonia vicekampioen. Beide clubs plaatsten zich voor de Noord-Duitse eindronde. Union-Teutonia verloor in de eerste ronde van Hannoverscher SV 96. Holstein had een bye in de voorronde en werd in de finalegroep vicekampioen achter Hamburger SV. Hierdoor plaatste de club zich voor eindronde om de Duitse landstitel. De club versloeg Preußen Stettin en verloor dan van Hertha BSC.

## Bezirksliga

### Groep Eider
| Plaats | Club                         | Wed. | W | G | V | Saldo | Ptn  |
| ------ | ---------------------------- | ---- | - | - | - | ----- | ---- |
| 1.     | VfB Union-Teutonia 1908 Kiel | 7    | 6 | 0 | 1 | 35:15 | 12:2 |
| 2.     | FVgg 02 Kilia Kiel           | 7    | 5 | 0 | 2 | 18:9  | 10:4 |
| 3.     | VfR Neumünster               | 7    | 4 | 1 | 2 | 19:17 | 9:5  |
| 4.     | FSV Borussia 03 Gaarden      | 7    | 3 | 2 | 2 | 22:20 | 8:6  |
| 5.     | SV Preußen 09 Itzehoe        | 7    | 3 | 1 | 3 | 12:11 | 7:7  |
| 6.     | Eintracht Flensburg          | 7    | 2 | 1 | 4 | 18:19 | 5:9  |
| 7.     | RSV Eintracht Kiel           | 7    | 1 | 1 | 5 | 9:23  | 3:11 |
| 8.     | SV Brunswick 1923 Kiel       | 7    | 0 | 1 | 6 | 8:27  | 2:12 |

|  | Geplaatst voor finaleronde winnaarsgroep   |
|  | Geplaatst voor finaleronde verliezersgroep |

### Groep Förde
| Plaats | Club                         | Wed. | W | G | V | Saldo | Ptn  |
| ------ | ---------------------------- | ---- | - | - | - | ----- | ---- |
| 1.     | KSV Holstein Kiel            | 7    | 6 | 0 | 1 | 47:5  | 12:2 |
| 2.     | BV Gaarden 1923              | 7    | 5 | 0 | 2 | 15:15 | 10:4 |
| 3.     | SpV Hohenzollern-Hertha Kiel | 7    | 4 | 1 | 2 | 23:6  | 9:5  |
| 4.     | SC Olympia 1909 Neumünster   | 7    | 4 | 1 | 2 | 18:18 | 9:5  |
| 5.     | Kieler FV 1923               | 7    | 3 | 1 | 3 | 17:17 | 7:7  |
| 6.     | VfL Nordmark 1921 Flensburg  | 7    | 3 | 0 | 4 | 10:21 | 6:8  |
| 7.     | VfL Heide 1905               | 7    | 1 | 1 | 5 | 8:35  | 3:11 |
| 8.     | Rendsburger SV 08            | 7    | 0 | 0 | 7 | 4:27  | 0:14 |

|  | Geplaatst voor finaleronde winnaarsgroep   |
|  | Geplaatst voor finaleronde verliezersgroep |
|  | Sloot zich bij FVgg Kilia Kiel aan         |

## Finaleronde

### Winnaarsgroep
| Plaats | Club                         | Wed. | W  | G | V | Saldo | Ptn   |
| ------ | ---------------------------- | ---- | -- | - | - | ----- | ----- |
| 1.     | KSV Holstein Kiel            | 12   | 11 | 0 | 1 | 77:12 | 22:2  |
| 2.     | VfB Union-Teutonia 1908 Kiel | 12   | 8  | 1 | 3 | 49:20 | 17:7  |
| 3.     | SpV Hohenzollern-Hertha Kiel | 12   | 7  | 2 | 3 | 36:17 | 16:8  |
| 4.     | FVgg 02 Kilia Kiel           | 12   | 6  | 2 | 4 | 25:24 | 14:10 |
| 5.     | BV Gaarden 1923              | 12   | 6  | 1 | 5 | 21:34 | 13:11 |
| 6.     | VfR Neumünster               | 12   | 4  | 2 | 6 | 27:38 | 10:14 |

|  | Kampioen, geplaatst voor Noord-Duitse eindronde |
|  | Geplaatst voor Noord-Duitse eindronde           |
|  | Ging na dit seizoen failliet                    |

### Verliezersgroep
| Plaats | Club                        | Wed. | W | G | V  | Saldo | Ptn   |
| ------ | --------------------------- | ---- | - | - | -- | ----- | ----- |
| 1.     | FSV Borussia 03 Gaarden     | 14   | 8 | 4 | 2  | 48:30 | 20:8  |
| 2.     | SC Olympia 09 Neumünster    | 12   | 8 | 2 | 2  | 33:22 | 18:6  |
| 3.     | Eintracht Flensburg         | 13   | 6 | 2 | 5  | 39:33 | 14:12 |
| 4.     | RSV Eintracht Kiel          | 13   | 3 | 3 | 7  | 31:39 | 9:17  |
| 5.     | VfL Nordmark 1921 Flensburg | 13   | 4 | 0 | 9  | 29:37 | 8:18  |
| 6.     | SV Preußen 09 Itzehoe       | 10   | 3 | 1 | 6  | 16:25 | 7:13  |
| 7.     | SV Brunswick 1923 Kiel      | 12   | 2 | 3 | 7  | 20:44 | 7:17  |
| 8.     | VfL Heide 1905              | 14   | 1 | 3 | 10 | 12:65 | 5:23  |
| 9.     | Rendsburger SV 08           | 11   | 2 | 0 | 9  | 11:34 | 4:18  |

|  | Degradatie |